# Denkoroku
Denkoroku, Registro da Transmissão da Luz, por Keizan Jokin Zenji, é uma coleção de koans com 53 histórias de iluminação baseada em lendas tradicionais da transmissão do Zen entre mestres e discípulos sucessivos na linhagem budista Soto Zen desde Shakyamuni Buda até o mestre zen japonês Ejo, um herdeiro do Dharma de Dogen Kigen Zenji, que trouxe o ensinamento Soto Zen da China ao Japão. O formato de cada koan é dividido em quatro partes: (1) a apresentação do caso do koan que é o encontro iluminativo entre mestre e discípulo, (2) uma breve biogrfia da vida do discípulo incluindo notas sobre o encontro inicial entre o mestre e o discípulo, (3) um comentário sobre o koan e (4) um verso resumindo o ponto indicado pelo mestre e compreendido peo discípulo. 